# Australian Open 1979
Die Australian Open 1979 fanden vom 24. Dezember 1979 bis 2. Januar 1980 statt. Es handelte sich um die 12. Australian Open seit Beginn der Open Era und die 68. Auflage des Grand-Slam-Turniers in Australien.
Titelverteidiger im Herreneinzel war Guillermo Vilas und im Dameneinzel Chris O’Neil. Im Herrendoppel waren Wojciech Fibak und Kim Warwick und im Damendoppel Betsy Nagelsen und Renáta Tomanová die Titelverteidiger.

## Herreneinzel
Sieger:  Guillermo Vilas
Finalgegner:  John Sadri
Endergebnis: 7:6, 6:3, 6:2

### Setzliste
| Nr. | Spieler         | Erreichte Runde |
| --- | --------------- | --------------- |
| 01. | Guillermo Vilas | Sieg            |
| 02. | John Alexander  | 1. Runde        |
| 03. | Victor Amaya    | Halbfinale      |
| 04. | Hank Pfister    | 1. Runde        |
| 05. | Balázs Taróczy  | 1. Runde        |
| 06. | John Sadri      | Finale          |
| 07. | Tim Wilkison    | 1. Runde        |
| 08. | Peter Feigl     | 1. Runde        |

| Nr. | Spieler        | Erreichte Runde |
| --- | -------------- | --------------- |
| 09. | Peter McNamara | Achtelfinale    |
| 10. | Kim Warwick    | Achtelfinale    |
| 11. | Peter Rennert  | Viertelfinale   |
| 12. | Geoff Masters  | 2. Runde        |
| 13. | Phil Dent      | Viertelfinale   |
| 14. | Ross Case      | 1. Runde        |
| 15. | Rod Frawley    | Viertelfinale   |
| 16. | Paul McNamee   | Achtelfinale    |

## Dameneinzel
Siegerin:  Barbara Jordan
Finalgegnerin:  Sharon Walsh
Endergebnis: 6:3, 6:3

### Setzliste
| Nr. | Spielerin       | Erreichte Runde |
| --- | --------------- | --------------- |
| 01. | Virginia Ruzici | 1. Runde        |
| 02. | Hana Mandlíková | Viertelfinale   |
| 03. | Renáta Tomanová | Halbfinale      |
| 04. | Sharon Walsh    | Finale          |

| Nr. | Spielerin       | Erreichte Runde |
| --- | --------------- | --------------- |
| 05. | Barbara Jordan  | Sieg            |
| 06. |                 |                 |
| 07. | Janet Newberry  | Viertelfinale   |
| 08. | Cynthia Doerner | Viertelfinale   |

## Herrendoppel
Sieger:  Peter McNamara &  Paul McNamee
Finalgegner:  Paul Kronk &  Cliff Letcher
Endergebnis: 7:6, 6:2

### Setzliste
| Nr. | Paarung                       | Erreichte Runde |
| --- | ----------------------------- | --------------- |
| 01. | Hank Pfister Sherwood Stewart | Viertelfinale   |
| 02. | Bob Carmichael Balázs Taróczy | 1. Runde        |
| 03. | Mark Edmondson John Marks     | 1. Runde        |
| 04. | Ross Case Geoff Masters       | Viertelfinale   |

| Nr. | Paarung                     | Erreichte Runde |
| --- | --------------------------- | --------------- |
| 05. | Peter McNamara Paul McNamee | Sieg            |
| 06. | John Sadri Tim Wilkison     | Halbfinale      |
| 07. | Colin Dibley Chris Kachel   | Viertelfinale   |
| 08. | Syd Ball Kim Warwick        | 1. Runde        |

## Damendoppel
Sieger:  Judy Chaloner &  Diane Evers
Finalgegner:  Leanne Harrison &  Marcella Mesker
Endergebnis: 6:2, 1:6, 6:0

### Setzliste
| Nr. | Paarung                       | Erreichte Runde |
| --- | ----------------------------- | --------------- |
| 01. | Barbara Jordan Kym Ruddell    | Viertelfinale   |
| 02. | Renáta Tomanová Mimi Wikstedt | Viertelfinale   |
| 03. | Judy Chaloner Diane Evers     | Sieg            |
| 04. | Cynthia Doerner Sharon Walsh  | Viertelfinale   |

## Mixed
Zwischen 1970 und 1986 wurden keine Mixed-Wettbewerbe bei den Australian Open ausgetragen.